# Jon Micah Sumrall
Jon Micah Sumrall (ur. 13 października 1980 w Ashland) – jest głównym wokalistą i współzałożycielem grupy Kutless grającą chrześcijańskiego rocka. Jon Micah Sumrall wraz z James Mead i Ryan Shrout założyli zespół "Kutless" w 2001.
Ich przygoda z muzyką zaczęła się w 2000, gdy jeszcze byli w college i początkowo grupa nazywała się "Call Box", jednak w 2001 zmienili nazwę na Kutless i tak jest do dzisiaj.

## Życiorys
Wychował się w bardzo chrześcijańskiej rodzinie. Jego ojciec był jednym z pastorów w chrześcijańskiej wspólnocie i cała jego rodzina od zawsze była mocno związana z kościołem. Wspólnota z czasem urosła do 7000 ludzi, więc już od małego przyzwyczaił się do obcowania z dużą grupą ludzi. Zanim osiągnął 12 lat, został włączony w prowadzenie wspólnoty, jak również pomagał w prowadzeniu niedzielych spotkań dla najmłodszych wiernych.
Obecnie mieszka w stanie Oregon, USA z żoną i synkiem.

## Członkowie zespołu Kutless
- Jon Micah Sumrall
- James Mead
- Nick Departee
- Dave Luetkenhoelter
- Jeffrey Gilbert